# 巴耶別霍縣

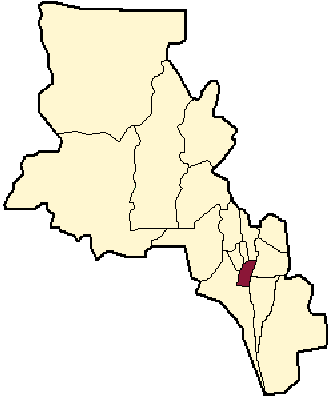

28°27′S 65°44′W / 28.450°S 65.733°W
巴耶別霍縣（西班牙語：Departamento Valle Viejo），是阿根廷的縣份，位於該國西北部卡塔馬卡省，首府設於聖伊西德羅，面積540平方公里，2010年人口27,242，人口密度每平方公里50.45人。